# Ahafiivka, Bârzula
Ahafiivka (în ucraineană Агафіївка) este un sat în comuna Liubașivka din raionul Bârzula, regiunea Odesa, Ucraina.

## Demografie
Componența lingvistică a localității Ahafiivka
     Ucraineană (97,94%)
     Română (1,14%)
     Alte limbi (0,92%)
Conform recensământului din 2001, majoritatea populației localității Ahafiivka era vorbitoare de ucraineană (97,94%), existând în minoritate și vorbitori de română (1,14%).